# Рубцовск
Рубцо́вск — город на юге Алтайского края. Административный центр Рубцовского района, в состав которого не входит. Образует городской округ город Рубцовск как единственный населённый пункт в его составе. В середине XX века стал крупным машиностроительным центром Западной Сибири, функционировали несколько заводов всесоюзного значения, в начале 1990-х годов город утратил статус промышленного центра в силу закрытия или трансформации большинства предприятий.

## Этимология
В 1886 году возникло село Рубцово. Название дано по фамилии основателя, крестьянина-переселенца Михаила Рубцова. Но официальной датой основания города принято считать 1892 год, когда жители села получили разрешение на пользование землёй. С 1927 года город Рубцово, с 1942 года — Рубцовск.

## География

### Географическое положение
Расположен в Алейской степи (Предалтайская равнина), на левом берегу реки Алей (приток Оби), в 290 км к юго-западу от Барнаула. Находится в 40 км от границы с Казахстаном, однако статуса пограничного города не имеет.
Местность равнинная, по правую сторону реки расположены низменные и заливные луга. Флора лугов: семейство осоковых, хвощовых, лютиковых, злаковых. Фауну окрестностей города представляют зайцы, суслики, полёвки, грачи, чайки, жаворонки и др.
Добываются песок, гравий, щебень, полиметаллические руды. В окрестностях Рубцовска степь распахана. Выращиваются зерновые, бахчевые и технические культуры. Поля разделяются лесополосами.

### Климат
Климат умеренно континентальный. Средняя температура января: −15,3 °C, июля: +20,7 °C. Среднегодовое количество осадков: 326 мм.
| Показатель                    | Янв.  | Фев.  | Март  | Апр.  | Май  | Июнь | Июль | Авг. | Сен. | Окт.  | Нояб. | Дек.  | Год   |
| ----------------------------- | ----- | ----- | ----- | ----- | ---- | ---- | ---- | ---- | ---- | ----- | ----- | ----- | ----- |
| Абсолютный максимум, °C       | 4,7   | 4,8   | 20,4  | 30,9  | 37,3 | 38,3 | 40,7 | 38,7 | 35   | 26,1  | 16,4  | 6,4   | 40,7  |
| Средняя температура, °C       | −15,3 | −14,2 | −7,2  | 4,9   | 13,8 | 18,8 | 20,7 | 18,5 | 12,0 | 4,5   | −5,4  | −12,3 | 3,2   |
| Абсолютный минимум, °C        | −46,3 | −44,7 | −38,4 | −28,2 | −7,4 | −1,6 | 3,4  | −1   | −7,1 | −19,5 | −42   | −48,7 | −48,7 |
| Норма осадков, мм             | 14    | 14    | 14    | 22    | 34   | 39   | 56   | 36   | 27   | 26    | 26    | 18    | 326   |
| Источник: , Thermo Karelia.Ru |       |       |       |       |      |      |      |      |      |       |       |       |       |

| Показатель                                       | Янв.  | Фев.  | Март | Апр. | Май  | Июнь | Июль | Авг. | Сен. | Окт. | Нояб. | Дек.  | Год |
| ------------------------------------------------ | ----- | ----- | ---- | ---- | ---- | ---- | ---- | ---- | ---- | ---- | ----- | ----- | --- |
| Средняя температура, °C                          | −15,9 | −15,6 | −8,3 | 4,0  | 13,0 | 18,8 | 20,7 | 17,7 | 11,9 | 3,4  | −6,1  | −13,5 | 2,5 |
| Источник: Северо-Евразийский Климатический Центр |       |       |      |      |      |      |      |      |      |      |       |       |     |

| Показатель                       | Янв.  | Фев.  | Март | Апр. | Май  | Июнь | Июль | Авг. | Сен. | Окт. | Нояб. | Дек.  | Год   |
| -------------------------------- | ----- | ----- | ---- | ---- | ---- | ---- | ---- | ---- | ---- | ---- | ----- | ----- | ----- |
| Средний максимум, °C             | −14   | −11,5 | −1,6 | 12,8 | 19,3 | 26,1 | 26,5 | 25,2 | 18,9 | 9,4  | −2,2  | −10,1 | 8,2   |
| Средняя температура, °C          | −17,6 | −16   | −6,3 | 6,6  | 12,8 | 19,6 | 20,5 | 18,6 | 12,5 | 5,0  | −5,1  | −13,4 | 3,1   |
| Средний минимум, °C              | −21,3 | −20,7 | −11  | 0,5  | 6,3  | 13,0 | 14,4 | 12,0 | 6,1  | 0,5  | −8    | −16,9 | −2,1  |
| Среднее число дней с осадками    | 10,5  | 8,9   | 9,0  | 6,2  | 8,7  | 9,0  | 11,5 | 8,2  | 7,5  | 10,9 | 13,2  | 11,1  | 114,5 |
| Среднее число дней с заморозками | 30,9  | 27,9  | 28,9 | 12,2 | 2,9  | 0,0  | 0,0  | 0,0  | 2,9  | 14,7 | 25,1  | 30,2  | 175,7 |
| Источник: pogodaonline.ru        |       |       |      |      |      |      |      |      |      |      |       |       |       |

### Часовой пояс
Рубцовск находится в часовой зоне МСК+4. Смещение применяемого времени относительно UTC составляет +7:00

## История
Основан в 1886 году отставным солдатом Михаилом Рубцовым как посёлок Рубцово близ сёл Оловянишниково и Половинкино. В 1892 году, считающимся годом основания города, жители получили разрешение на пользование землёй. В 1901 году присвоен статус посёлка, а его крестьянам был выдан отдельный земельный надел. В 1906 году построена Михайло-Архангельская церковь, благодаря чему Рубцово получило статус села и возможность проводить ярмарки. В 1913 году рядом возник одноимённый станционный посёлок, строившейся Алтайской железной дороги, впоследствии ставшей частью Туркестано-Сибирской магистрали. До Первой мировой войны действовали свечной завод, мельница, строившаяся ветка Сибирской железной дороги Новониколаевск — Семипалатинск, возводились здания паровозного депо, вокзала, водонапорной башни и других объектов инфраструктуры железнодорожной станции.
В ходе Гражданской войны в России с середины июня 1918 года Рубцово было под контролем Сибирской Добровольческой армии. Далее село трижды переходило от большевиков к Русской армии. Окончательно населённый пункт и железнодорожная станция были взяты красными в декабре 1919 года. С установлением советской власти на Алтае продолжается развитие села Рубцово, обогнавшего к началу 1920-х годов центр волости Локоть. В 1921 году оно стало центром Змеиногорского уезда, переименованного в Рубцовский. 9 ноября 1922 года ВЦИК переименовал село Рубцово в город Рубцов. В июле 1925 года он был вновь преобразован в село, а статус уездного города возвращён Змеиногорску, уезд опять получает наименование Змеиногорский. В 1927 году селу возвращён статус города с названием Рубцовск. Его росту способствовало строительство Турксиба. В начале 1930-х годов было построено агропромышленное предприятие «Мельник».
Город сформировался и получил значительное развитие во время Великой Отечественной войны, чему способствовала эвакуация ряда предприятий из европейской части СССР: Одесского завода сельскохозяйственного машиностроения и Харьковского тракторного завода, которые положили начало заводам «Алтайсельмаш» (АСМ), Алтайскому тракторному заводу (АТЗ). Впоследствии в городе также были введены в строй Алтайский завод тракторного электрооборудования (АЗТЭ) и Рубцовский завод тракторных запасных частей (РЗЗ). 22 января 1942 года Рубцовск получил статус города краевого подчинения.
В 1950-е годы Алтайский тракторный завод по количеству выпускаемой продукции перегнал Сталинградский тракторостроительный завод.
О росте значения города в экономике страны свидетельствует состоявшийся 16 июня 1955 года визит в Рубцовск высоких иностранных гостей: премьер-министра Индии Джавахарлала Неру и его дочери, будущего премьер-министра Индии Индиры Ганди. Они прибыли на самолёте Ли-2, поселились в номере 201 гостиницы «Алей», затем отбыли в село Курья знакомиться с опытом СССР в освоении целины.
В 1950—1980-е годы население, площадь и экономическое развитие Рубцовска росли значительными темпами. В городе, помимо вышеуказанных предприятий, действовали молочный завод (гормолкомбинат) (ныне дочернее предприятие компании «Вимм-Билль-Данн»), мебельная фабрика, Рубцовский машиностроительный завод, швейная фабрика и другие. Сложилась стабильная экономическая ситуация, градообразующие предприятия приблизились к проектной мощности, динамичным стало финансирование социально-бытовых нужд заводов, городской бюджет за счёт их отчислений вырос с 6,4 млн рублей в 1965 году до 26 млн рублей в 1977 году.
В начале 1960-х годов социальная инфраструктура значительно отставала от потребностей горожан. Крупные предприятия (АТЗ, АСМ, АЗТЭ) создавали вокруг своих заводов посёлки с ведомственными больницами, детскими садами и подшефными школами, единого городcкого хозяйства, как такового, не было. Эта ситуация была исправлена пришедшими к власти в 1964—1965 годах новыми руководителями города: председателем горисполкома П. Ф. Красиковым и первым секретарём горкома КПСС В. Т. Мищенко. Они добились выделения больших ресурсов на строительство гидроузла на р. Алей, централизованного водопровода, канализации, очистных сооружений, централизованной системы электроснабжения. Были протянуты троллейбусные линии и построен троллейбусный парк, ставшие основой городского общественного транспорта. Был возведён Коммунальный железобетонный мост через реку Алей.
Интересно, что до 1949 года Рубцовск не имел не только генплана строительства, но и какого-либо общегородского плана развития. В городе одновременно работали до 20 проектных организаций, не имевших связи друг с другом. Первый, рассчитанный на 20 лет генеральный план развития, выполненный институтом «Ленгипрогор», был утверждён лишь в 1967 году.
С распадом Советского Союза экономические и социальные показатели Рубцовска значительно снизились. В таком положении он остаётся и на сегодняшний день.
11 сентября 2023 года Указом Президента Российской Федерации городу было присвоено почётное звание «Город трудовой доблести».

## Символика города
Проект эмблемы Рубцовска был создан в 1960-х годах Ираидой Акрамовой и опубликован в журнале «Техника — молодёжи» № 7, 1966 г. В скошенном на зелень и золото французском щите изображались золотой колос и платформа с двумя тракторами красного цвета — как символ хлеборобного региона и центр производства тракторов на «Алтайском тракторном заводе».
Позже герб был незначительно отредактирован. В правой части оставлено изображение одного трактора на железнодорожной платформе. Платформа передавала идею того, что произведённые в Рубцовске тракторы поставляются во многие регионы СССР.
В 2002 году комитет по культуре администрации г. Рубцовска инициировал конкурс на лучший эскиз знака города. По результатам конкурса художественный совет одобрил проект С. И. Петрова. Другой проект, рассматривавшийся администрацией Рубцовска, разработал художник С. Ю. Гужин. Позже был предложен эскиз главного конструктора отдела перспективных проектов ОАО «Алттрак» Виктора Соколова при участии конструктора того же отдела Валентины Шеболтаевой. Этот вариант и был одобрен депутатами и утверждён постановлением рубцовского городского совета депутатов № 363 от 20 июля 2002 года.
Герб выполнен в форме французского геральдического щита. Чуть выше центра часть солнца и шестерни образуют круг. Шестерня символизирует машиностроительный профиль промышленных предприятий города. Внутри круга изображён свиток, на котором отмечен год основания Рубцовского поселения — 1892-й. Извилистая синяя лента, разделяющая щит по диагонали с правого верхнего угла, символизирует реку Алей. В левой верхней части щита на фоне синего неба изображён парящий сокол, обитатель степных территорий. В нижней правой части — поле и колосья спелой пшеницы, по которому в сторону зрителя движется пропашной сельскохозяйственный трактор — продукт градообразующего предприятия — Алтайского тракторного завода «Алттрак». Зелёная полоса вдоль реки обозначает жизнь, плодородие и природу. В нижней части красными буквами написано «Рубцовск».
- Стела на въезде в город с доработанным гербом 1966 года.

## Население
| 1926     | 1931     | 1939     | 1959     | 1962     | 1967     | 1970     | 1975     | 1976     | 1979     | 1982     |
| -------- | -------- | -------- | -------- | -------- | -------- | -------- | -------- | -------- | -------- | -------- |
| 16 000   | ↗21 800  | ↗38 000  | ↗111 357 | ↗127 000 | ↗142 000 | ↗144 951 | ↗161 000 | →161 000 | ↘157 082 | ↗159 000 |
| 1985     | 1986     | 1987     | 1989     | 1990     | 1991     | 1992     | 1993     | 1994     | 1995     | 1996     |
| ↗167 000 | ↗169 000 | ↘168 000 | ↗171 792 | ↗172 000 | ↗173 000 | ↘172 000 | →172 000 | ↘171 000 | ↘170 000 | ↘169 900 |
| 1997     | 1998     | 1999     | 2000     | 2001     | 2002     | 2003     | 2004     | 2005     | 2006     | 2007     |
| ↘167 000 | ↗167 100 | ↘163 900 | ↘162 600 | ↗164 501 | ↘163 063 | ↘162 713 | ↘161 568 | ↘160 430 | ↘158 584 | ↘157 287 |
| 2008     | 2009     | 2010     | 2011     | 2012     | 2013     | 2014     | 2015     | 2016     | 2017     | 2018     |
| ↘156 166 | ↘155 366 | ↘147 002 | ↘146 948 | ↘146 310 | ↘145 834 | ↗147 425 | ↘146 516 | ↘146 386 | ↘145 333 | ↘144 128 |
| 2019     | 2020     | 2021     | 2024     |          |          |          |          |          |          |          |
| ↘142 551 | ↘141 584 | ↘126 834 | ↘123 379 |          |          |          |          |          |          |          |

На 1 января 2024 года по численности населения город находился на 140-м месте из 1119 городов Российской Федерации.
Население до 1991 года росло, в последующие годы оно сокращается.
Третий город Алтайского края по численности населения после Барнаула (620 419) и Бийска (180 851).
Национальный состав
Большинство населения русские (95,8 %), также проживают российские немцы (1,1 %), украинцы (0,8 %), армяне (0,3 %), татары (0,3 %) и другие.
| национальность | национальность | мужчин | женщин | всего   | %    |
| -------------- | -------------- | ------ | ------ | ------- | ---- |
| русские        |                | 72 813 | 80 897 | 153 710 | 94,2 |
| немцы          |                | 1 267  | 1 250  | 2 517   | 1,54 |
| украинцы       |                | 932    | 1 058  | 1 990   | 1,22 |
| татары         |                | 307    | 279    | 586     | 0,36 |
| белорусы       |                | 282    | 299    | 581     | 0,35 |
| цыгане         |                | 314    | 246    | 560     | 0,34 |
| армяне         |                | 328    | 209    | 537     | 0,33 |
| казахи         |                | 165    | 98     | 263     | 0,16 |
| итого:         | итого:         | 77 847 | 85 216 | 163 063 | 100  |

## Территориальное устройство
Город Рубцовск является городом краевого значения, образует муниципальное образование со статусом городского округа.
На территории города действует 4 территориальных общественных самоуправления: Северное, Центральное, Южное и Западное.

## Органы власти

### Глава города
С 16 февраля 2017 года решением Рубцовского городского совета депутатов главой администрации города Рубцовска назначен Дмитрий Фельдман. С 28 декабря 2017 года Рубцовский городской совет депутатов избрал Фельдмана главой муниципального образования город Рубцовск Алтайского края.

### Рубцовский городской совет депутатов
Представительным органом муниципального образования является Рубцовский городской совет депутатов. В соответствии с поправками, внесённым в устав города в 2011 году горсовет состоит из 28 депутатов, избираемых по смешанной избирательной системе.

### Администрация города
Исполнительно-распорядительным органом муниципального образования является администрация города Рубцовска. Глава администрации города назначается главой города, на основании решения Рубцовского городского совета депутатов по конкурсу. На данный момент главой администрации является Дмитрий Фельдман.

## Образование
Рубцовск является одним из образовательных центров края. В городе расположены филиалы ведущих региональных вузов, техникумы, колледжи.
Высшие учебные заведения
- Рубцовский индустриальный институт (филиал) Алтайского государственного технического университета имени И. И. Ползунова;
- Рубцовский институт (филиал) Алтайского государственного университета.

Средние специальные учебные заведения
- Рубцовский аграрно-промышленный техникум (РАПТ)(бывш. РМТ, СГПТУ № 9., СГПТУ № 17.);
- Рубцовский педагогический колледж (РПК);
- Рубцовский медицинский колледж;
- Филиал КГБПОУ Алтайский государственный музыкальный колледж в городе Рубцовске (бывш. РМГК)

## Культура
Музеи
- Краеведческий музей

Основан 5 ноября 1967 года. В музее работают 7 экспозиционных залов:
- «История развития жизни на земле»,
- «Колывань камнерезная»,
- «История возникновения села Рубцова»
- «Великая Отечественная война»,
- «Рубцовск промышленный»,
- «Природа и экология „золотого“ Алтая»,
- «Почётные граждане города Рубцовска».

В фондах музея насчитываются 23723 единицы предметов основного фонда и 4148 единиц научно-вспомогательного фонда.
- Картинная галерея им. В. В. Тихонова

Основана в 1989 году. Работают 5 выставочных залов и изостудия. Выставочные залы способны вмещать более 150 работ. Фонды галереи составляют 726 единиц, из них 433 единицы произведения живописи. Галерея обладает коллекциями работ известных алтайских художников: В. А. Филонова, С. И. Чернова, А. П. Фризена, П. С. Панарина и В. В. Тихонова. В фондах хранятся работы художников Москвы, Санкт-Петербурга, Томска, Баку, Чебоксар. Коллекция рубцовских мастеров насчитывает более 180 работ. В 2002 году присвоено имя старейшего художника города, почётного гражданина города, основателя первой изостудии В. В. Тихонова. В галерее работает художественный салон.
С 2017 года картинная галерея является структрурным подразделением МБУК Краеведческий музей г. Рубцовск
Театры
- Рубцовский драматический театр

Действует с 1937 года. Здание театра построено в 1927 году, представляет образец гражданской архитектуры 1930—1940-х гг. в стиле сталинского классицизма и является памятником архитектуры. Занимает площадь 5265 м², зрительный зал рассчитан на 615 мест. Ежесезонно в репертуар театра вводится 5—6 новых постановок. Директор и режиссёр театра, эаслуженный работник культуры РФ С. Ф. Спивак. В 2005 году драматический театр награждён грамотой Петровской академии наук и искусств за большой вклад в развитие театрального искусств Алтайского края. В 2008 году стал победителем гранта программы государственной и общественной поддержки театров под патронатом Президента РФ.
- Театр кукол им. А. К. Брахмана

Действует с 1965 года. В репертуаре около 60 спектаклей для детей и подростков. Ежегодно театр представляет около 12 спектаклей. При театре работает студия, которая готовит актёров-кукловодов. Театр является лауреатом I, II, III степеней всесоюзного фестиваля самодеятельного творчества. В 2001 году стал призёром первого регионального фестиваля «Кукла в детских руках» (Новокузнецк, Кемеровская область) и был удостоен приза «Золотой Петрушка». С 1970 года имеет звание народного, в 2003 году присвоено звание «заслуженный коллектив Алтайского края». В 2006 году на здании театра открыта мемориальная доска его основателю почётному гражданину города, заслуженному работнику культуры РФ А. К. Брахману.
Дома культуры
- Дворец культуры Тракторостроитель

Открыт 25 ноября 1968 года как Дворец культуры Алтайского тракторного завода — ДК АТЗ. Расположен в центральной части города на площади им. Ленина. Имеет три зала: театральный, спортивный и зал малых форм. Театральный зал является крупнейшим в городе (760 посадочных мест). На базе дворца работают 12 творческих коллективов, 17 любительских объединений и формирований по интересам. Дворец культуры с 1971 года посещали многие известные эстрадные артисты: Валерий Ободзинский, Михаил Боярский, Муслим Магомаев, Тамара Синявская, Леонид Утёсов, Надежда Бабкина, Филипп Киркоров, Анжелика Варум, Евгений Росс. Эстрадные юмористы: Ефим Шифрин, Клуб одесских джентльменов, Сергей Дроботенко, Олег Акулич.
- Дом культуры «Алтайсельмаш»

Трёхэтажное здание общей площадью 2328 м² построено по проекту московского института «Гипротрактор», памятник гражданской архитектуры 1950-х годов. В здании имеются два зрительных зала вместимостью 600 человек. В ДК действуют 37 любительских объединений и творческих коллективов.
- Детско-юношеский дом культуры «Черёмушки»

Организован в октябре 1994 года как «Центр детского творчества». В 1998 году переименован в ДЮДК «Черёмушки» и переехал в новое здание бывшего детского сада по адресу: Алтайская улица, 177. При доме культуры работают филиалы детской художественной школы и детской музыкальной школы № 3. Наряду с самодеятельными коллективами художественного творчества работают военно-спортивные клубы и спортивные секции.
- Муниципальный академический хор

Создан в январе 2001 года по инициативе художественного руководителя, заслуженного работника культуры РФ Валентины Васильевны Мысниковой и при поддержке администрации города Рубцовска. Неоднократный лауреат городских и краевых фестивале хорового искусства. В 2002 году к 75-летию Рубцовска выпущен компакт-диск с программой русской музыки и джазовых обработок. В 2011 году муниципальному академическому хору было присвоено звания «народный».
- Библиотечная информационная система

Объединяет 9 муниципальных библиотек. Суммарный библиотечный фонд составляет 421 тыс. экземпляров.

## Экономика

### Промышленность
В советское время Рубцовск был одним из крупнейших промышленных центров Западной Сибири. В период 1990-х годов большинство из машиностроительных предприятий пришло в упадок и обанкротилось.
В настоящее время город — крупный промышленный центр юго-запада Алтайского края. По состоянию на начало 2017 года, крупнейшими предприятиями города были лесодеревообрабатывающий комбинат с объёмом переработки 450 тыс. кубометров круглого леса в год, одно из старейших предприятий в городе агропромышленная компания «Мельник» и принадлежащий компании Pepsico молочный завод.
На март 2018 года действовали, в том числе, следующие предприятия:
1. Рубцовский филиал ОАО «Алтайвагон» — производитель деталей вагонов;
2. Рубцовский филиал ОАО НПК «Уралвагонзавод» — производство техники военного, специального, общего и сельскохозяйственного назначения;
3. ООО «Алтайтрансмаш-сервис» — производитель гусеничных тягачей;
4. ОАО УК «Сибагромаш»;
5. ООО «Рубцовский ЗНО»;
6. ОАО «АСМ-Запчасть»;
7. АО «Литком ЛДВ»;
8. АО «Кроона»;
9. ООО «Алтайская швейная фабрика»;
10. ООО «Рубцовский ремонтный завод»;
11. Рубцовский ЛДК ЛХК «Алтайлес» — деревоперерабатывающий комбинат;
12. АО «Мельник» — один из крупнейших в Сибири зернопереработчик. Головной офис компании расположен в Барнауле, основное производство расположено в Рубцовске;
13. ЗАО «Рубцовский молочный завод» — предприятие входит в состав компании PepsiCo. Выпускает молочную продукцию, в том числе для экспорта в Среднюю Азию;
14. АО «Рубцовский хлебокомбинат»[56] — одно из старейших предприятий города.

### Торговля
В связи с пограничным расположением и сложной экономической обстановкой, в 1990-е годы город заполонили дешёвые товары из Средней Азии. На данный момент действуют три рынка. Активно идёт развитие торговли, представлены магазины торговых сетей «Мария-Ра», «Аникс», «Новэкс», Fix Price, «Магнит», «Пятёрочка».

### Транспорт
Город является важным транспортным узлом, соединяющим Сибирь и Среднюю Азию.
Через Рубцовск проходит федеральная автомагистраль А-322 и Западно-Сибирская железная дорога, соединяющая город с Барнаулом, Новоалтайском, Новосибирском, Семеем, Веселоярском, Алматы, Бишкеком, Алейском, Поспелихой, Камнем-на- Оби, Топчихой, Омском другими крупными городами и сёлами.
Ежедневно в направлении Локтя ходят два пригородных поезда, в направлении Алейской три пригородных поезда, из них один фирменный ускоренный «Просторы Алтая», идущий со станции Рубцовск до станции Барнаул. Иногда в дневное время ходит дополнительный ускоренный пригородный поезд до станции Барнаул.
В нескольких километрах к северо-западу от города находится заброшенный аэропорт. В советское время аэропорт принимал самолёты Як-40, Ан-24, Л-410.
Общественный транспорт представлен троллейбусами, автобусами, маршрутными такси и пригородными поездами на станции Рубцовск и остановочных пунктах РЗЗ, АТЗ, Алтайсельмаш, 512 км. Помимо маршрутного общественного транспорта в городе действует несколько служб такси.

### Исправительные колонии
Рубцовск известен четырьмя исправительными колониями, ФКУ ИК № 4, ИК № 5, ИК № 9, ИК № 10 УФСИН России по Алтайскому краю в каждой из которых содержится более одной тысячи заключённых.
Бывший первый секретарь Рубцовского Горкома КПСС Юрий Михеевич Киселёв и в шутку и всерьёз говорил: «В Рубцовске каждый второй житель или сидел, или сидит, или будет сидеть». Все машиностроительные предприятия города активно использовали в советское время труд заключённых.
В январе 2017 года в ИК-5 Рубцовска этапировали гражданского активиста Ильдара Дадина. В комментарии по этому поводу уполномоченный по правам человека в России Татьяна Москалькова назвала колонию одной из лучших в стране.

## Средства массовой информации

### Местное телевидение
20 бесплатных каналов цифрового телевидения
| ТВК | Частота    | Название       |
| --- | ---------- | -------------- |
| 29  | 538 МГц    | РТРС-1 (1мп)   |
| 31  | 554 МГц    | РТРС-2 (2мп)   |
| 51  | 711,25 МГц | канал «Дисней» |

### Цифровое эфирное телевидение
Все 20 каналов для мультиплекса РТРС-1 и РТРС-2; Пакет радиоканал, включает: «Вести FМ», «Радио Маяк», «Радио России / Алтайская ГТРК».
- Пакет телеканалов РТРС-1 (телевизионный канал 29, частота 538 МГц), включает: «Первый Канал», «Россия 1 / Алтайская ГТРК», «Матч-ТВ», «НТВ», «Пятый Канал», «Россия К», «Россия 24 / Алтайская ГТРК», «Карусель», «ОТР», «ТВЦ».
- Пакет телеканалов РТРС-2 (телевизионный канал 31, частота 554 МГц), включает: «РЕН ТВ», «СПАС», «СТС», «Домашний», «ТВ3», «Пятница!», «Звезда», «Мир», «ТНТ», «МУЗ-ТВ».

Цифровое эфирное телерадиовещание в формате DVB-T2 в Алтайском крае ведётся филиалом РТРС «Алтайский КРТПЦ».
Вещают свои собственные кабельные каналы: «Витязь ТВ» (ранее «РТВ-3»), «Экспресс ТВ».

### Радиовещание
- 68,51 МГц — «Юмор FM» + местное вещание «РВ-3»;
- 70,31 МГц — «Радио Шансон»;
- 87,5 МГц — «Европа Плюс»;
- 87,9 МГц — «Rock FM»;
- 102,3 МГц — «DFM»;
- 102,7 МГц — «Радио Маяк»;
- 103,2 МГц — «Русское радио»;
- 103,6 МГц — «Ретро FM» + местное вещание «Орбита в Рубцовске»;
- 104,1 МГц — «Авторадио» + местное вещание «Алтайское радио», «РВ-3»;
- 104,7 МГц — «Радио Рекорд» + местное вещание Dance FM;
- 105,1 МГц — «Радио Искатель»;
- 106,0 МГц — «Радио России» + местное вещание ГТРК «Алтай»;
- 107,1 МГц — «Милицейская волна» + местное вещание «Катунь FM»;
- 107,5 МГц — «Хит FM» + местное вещание «22 хита»;
- 107,9 МГц — «Вести FM».

### Печатные издания
Газеты
- «Местное время»;
- «Хлебороб Алтая».
- «Коммунистический призыв» (издание КПРФ);
- «Единая Россия» в г. Рубцовске";
- «Справедливая Россия» в г. Рубцовске";

Рекламно-информационные еженедельники
- «РТВ-3 представляет» (еженедельник);
- «Экспресс» (рекламно-информационный еженедельник);

Журналы
- «Браво Рубцовск»;

Электронные СМИ
- Городской портал «вРубцовске.ру»[64];
- Информационный портал Рубцовска «Рубцовск.инфо»;
- Телерадиокомпания «Медиасоюз».

## Города-побратимы
| Страна      | Город-побратим | Год установления связи |
| ----------- | -------------- | ---------------------- |
| США, Орегон | Грантс-Пасс    | 1990                   |
| Китай       | Чанцзи         | 2013                   |
| Казахстан   | Семей          | 2018                   |

## Спорт
В городе представлены такие виды спорта как, бадминтон, баскетбол, бокс, волейбол, греко-римская борьба, дзюдо, конькобежный спорт, беговые лыжи, плавание, спортивная гимнастика, футбол, боулинг. Обучением юных спортсменов занимаются 5 детско-юношеских спортивных школ:
- Детско-юношеская спортивная школа № 1 (пр. Ленина, 171а). Направления: спортивная гимнастика, бокс, спортивная аэробика.
- Детско-юношеская спортивная школа № 2 (ул. Громова, 17а). Направления: дзюдо, греко-римская борьба.
- Детско-юношеская спортивная школа «Спарта» (ул. Светлова, 96а). Направления: лыжные гонки, хоккей, футбол, конькобежный спорт.
- Детско-юношеская спортивная школа «Рубцовск» (ул. Калинина, 21). Направления: спортивная аэробика, бокс, футбол, хоккей.
- Муниципальное бюджетное учреждение спортивной подготовки "Спортивная школа «Юбилейный» (пр. Ленина, 203). Направления: бадминтон, волейбол, плавание, каратэ, баскетбол.

Различные спортивные школы воспитали целую плеяду молодых чемпионов. Свою спортивную карьеру в городе Рубцовске начинали двукратный олимпийский чемпион по боксу, заслуженный мастер спорта России Алексей Тищенко, Александр Вегера и призёр олимпийских игр Екатерина Лобазнюк, чемпион Европы по боксу среди молодёжи, серебряный призёр чемпионата мира среди молодёжи, мастер спорта международного класса Владимир Узунян и четырёхкратный чемпион мира среди полицейских, мастер спорта международного класса по боксу Алексей Щербаков.
Футбольный клуб «Торпедо» многие годы представлял город на всесоюзной спортивной арене, участвуя сначала в классе «Б», а затем во второй лиге первенств СССР. С 1992 по 1998 годы, а также в сезоне 2002 года рубцовская команда была среди участников первенства России во второй лиге. В настоящее время «Торпедо» продолжает своё выступление в первенствах страны среди любительских команд в третьем дивизионе, зоне «Сибирь». В 2014 году на резервном футбольном поле стадиона «Торпедо» уложен современный газон с искусственной травой. Размер ковра с синтетическим покрытием 110×70 м. Общая стоимость проекта составила 26 млн руб. и распределена практически равными долями между Москвой, Алтайским краем и городом Рубцовском. Осенью 2018 года в Рубцовске было начато строительство многофункциональной ледовой арены. 4 декабря 2020 года ледовая «Гимаев-Арена» была открыта.

## Достопримечательности

### Михайло-Архангельский храм
Одной из достопримечательностей города является Михайло-Архангельский храм, освящённый 4 февраля 1906 года (архитектор и точная дата начала строительства неизвестны). Храм в 1913 году приобрёл Феодоровскую икону Божией Матери, великую святыню для дома Романовых. Подобных икон было много выпущено в связи с 300-летием династии.
В 2006 году было отпраздновано 100-летие храма.

### Комсомольский сквер
Открыт 3 августа 1974 года, посвящён боевой и трудовой славе рубцовских комсомольцев. Автор проекта — Д. С. Баженов, скульпторы — В. М. Арефьев и В. А. Чалых. Строительство комплекса было объявлено ударной комсомольской стройкой города, велось под руководством секретаря ГК КПСС П. К. Красикова и секретаря ГК ВЛКСМ В. К. Толстова. Во время строительства сквера в специальной нише на подиуме была заложена капсула с письмом молодёжи и коммунистам XXI века, которую вскрыли в 2018 году и заложили новую капсулу с посланием к молодёжи 2068 года.
В 2003 году были проведены реставрация и реконструкция сквера и памятников.
В сквере были установлены стелы с правительственной телеграммой и текстом Указа о награждении (в 1968 году комсомольскую организацию Рубцовска наградили орденом Трудового Красного Знамени), макетами ордена Трудового Красного Знамени и комсомольского значка, скульптура «Комсомольцы» (комсомолец и комсомолка — строители Рубцовска и предприятий города). 29 октября 1974 года в сквере открыли бюсты комсомольцев-рубцовчан, погибших в Великую Отечественную войну — Героев Советского Союза В. С. Рублевского и Г. С. Добродомова, а в 1976 году — И. С. Федоренко. В сквере находятся мемориал погибшим в Афганистане и других локальных войнах, мемориал сотрудникам МВД погибшим при исполнении служебного долга.
Стелы и бюсты располагаются в южной части сквера.
Традиционно 1 сентября каждого года в сквере проходят школьные линейки.

### Памятники
- Памятник Ленину — пятиметровый монумент на шестиметровом постаменте, установленный в 1960-м году. По одной из версий, такой большой монумент предназначался для другого, более крупного города, а в Рубцовске появился благодаря авторитету заказчика — Алтайского тракторного завода. Кроме этого памятника, в городе установлены ещё четыре памятника Ленину и порядка 12 бюстов[68].
- «Непокорённые» — скульптурная композиция изображающая двух детей, прибывших в эвакуацию на Алтай, посвящена жертвам фашизма. Памятник открыт 1 июня 2015 года.[69].
- Памятник Илье Муромцу Печерскому — бетонный монумент с имитацией под гранит, установленный в 2018 году, выступает защитником города[70].
- Памятник А. М. Горькому у Рубцовского театра драмы работы Виленского.
- Памятник «Павшим борцам за установление советской власти на Алтае», открыт 27 октября 1967 года. Автор Д. С. Баженов.
- Памятник С. М. Кирову на пр. им. Ленина. Сооружён в 1936 году. Ранее находился рядом, на площади им. С. М. Кирова, располагавшейся на месте Комсомольского сквера.
- Мемориал воинской славы «1941-1945» и Вечный огонь на привокзальной площади, в северо-западной части сквера им. 21-го гвардейского стрелкового полка. Открыт 2 сентября 1973 года. Скульптор Д. С. Баженов, художник В. А. Чалых. В 1999—2000 годы комплекс реконструирован по проекту П. Г. Савицкого.
- Обелиск Победы на Бульваре Победы. Открыт 4 сентября 1976 года. Автор Д. С. Баженов.
- Скульптурный комплекс: памятник Карлу Марксу и Фридриху Энгельсу и памятник В. И. Ленину в сквере перед фасадом ДК «Алтайсельмаш».
- Стела «Союз рабочего, инженера и хлебороба». Представляет собой скульптурную композицию трёх ростовых фигур советских тружеников, из-за спин которых вертикально взлетает космическая ракета.

- Памятник курсантам Рубцовского пехотного училища, погибшим в годы Великой Отечественной войны работы скульптора В. Чалых. Открыт 20 декабря 1996 года. Расположен у восточного входа в парк культуры и отдыха им. С. М. Кирова со стороны пр. им. Ленина и к северу от школы им. А. С. Пушкина, в стенах которой располагались пехотное училище и военный госпиталь.
- Памятник воинам-железнодорожникам, погибшим в годы Великой Отечественной войны. Открыт 9 мая 1970 года на территории локомотивного депо.
- Памятник основателю города Рубцовска — Михаилу Рубцову. Установлен 21 сентября 2002 года на проспекте Рубцовском.
- Мемориал на набережной им. Н. Ф. Петрова, посвящённый жертвам радиационных катастроф и аварий.
- Мемориал рубцовчанам, пострадавшим от испытаний на Семипалатинском ядерном полигоне. Открыт в 2011 году.
- Памятник «Педагог Алтайского края», установлен 5 октября 2021 года в сквере педагогического колледжа. Автор А. Долгий
- «Конь в пальто» — двухметровый памятник коня-аристократа с добродушным нравом, персонажа известного диалогического фразеологизма, которого запечатлел в металле алтайский скульптор Александр Долгий. Появился в 2013 году[71].

## Улицы в других городах
- Рубцовская улица в Алма-Ате
- Рубцовская улица в Барнауле
- Рубцовская улица в Новокузнецке